# HD 172630
HD 172630，又名CP-61 6229，SAO 254359、HR 7015，是一颗恒星，视星等为6.04，位于銀經334.54，銀緯-22.8，其B1900.0坐标为赤經18h 36m 5s，赤緯-61° -22.8′ 34″。